# Аутомедуза
Аутомедуза (грч. Αὐτομέδουσα) је у грчкој митологији Ификлова прва жена и Јолајева мајка.

## Етимологија
Њено име значи „чиста мудрост“.

## Митологија
Према неким изворима, она је заправо кћер једног од Пелопових синова, Алкатоја. Величину љубави између Аутомедузе и Ификла је описивао и Платон у свом делу „Гозба“.